# کودتای ۱۹۹۹ پاکستان

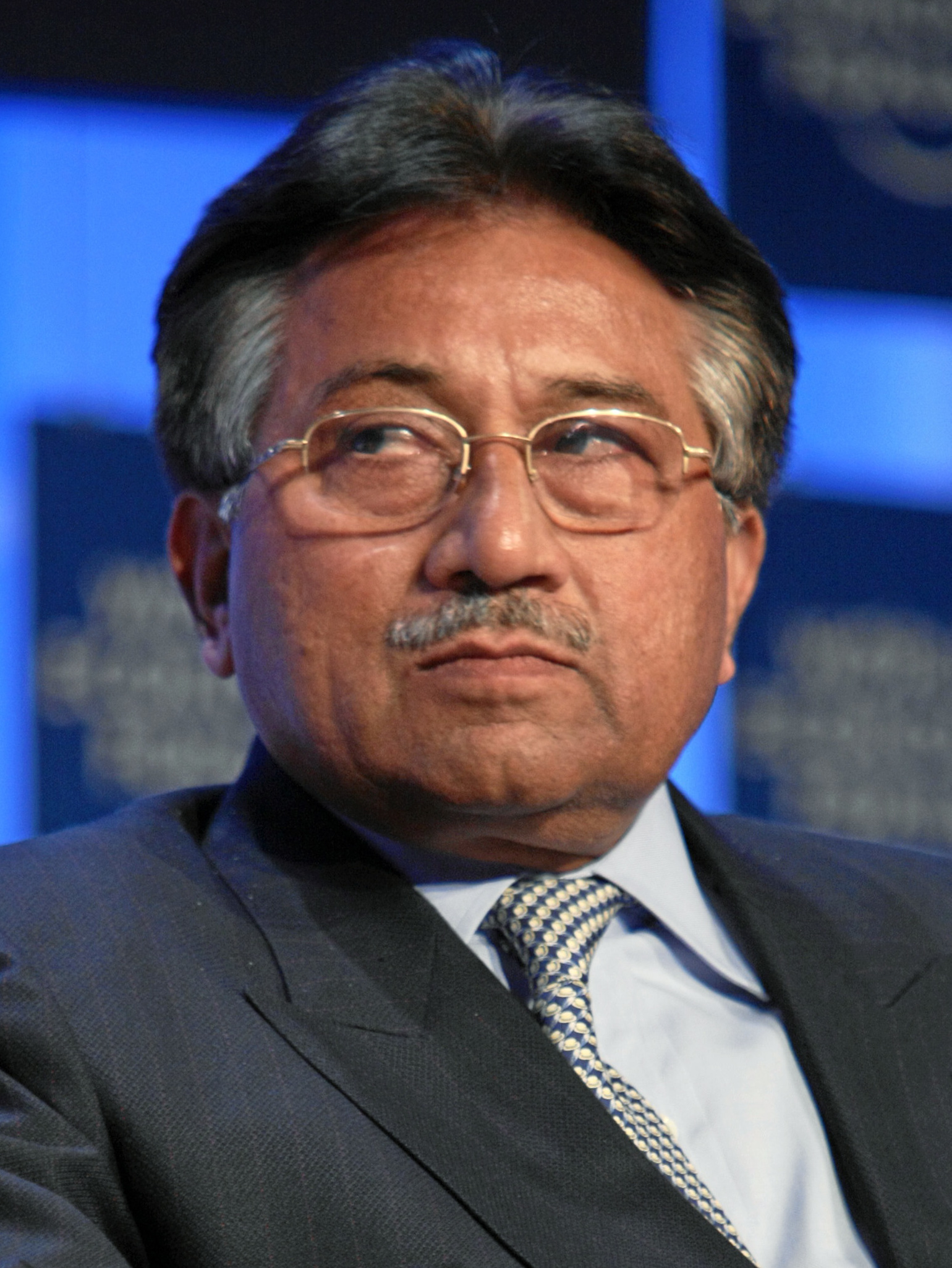
پرویز مشرف

کودتای ۱۹۹۹ پاکستان یا تصرف نظامی پاکستان در سال ۱۹۹۹ (به انگلیسی: 1999 Pakistani coup d'état) کودتایی بدون خون‌ریزی بود که توسط کارکنان نیروی زمینی پاکستان در مقر ستاد مشترک ارتش و تحت فرماندهی ژنرال پرویز مشرف طراحی و هدایت شد. کودتاگران در ۱۲ اکتبر ۱۹۹۹ کنترل حکومت غیرنظامی نخست‌وزیر منتخب پاکستان، نواز شریف را منحل کردند و تصدی همزمان فرماندهی ارتش و ریاست ستاد مشترک ارتش پاکستان را به ژنرال مشرف محول کردند.
مشرف در ۱۴ اکتبر ۱۹۹۹ به عنوان رئیس کشور، بخش‌نامه‌ای، بحث‌برانگیز را صادر کرد و عملاً قانون اساسی پاکستان را به تعلیق درآورد. کودتاچیان حامی مشرف، تمامی پست‌های کلیدی دولتی را در کنترل خود گرفته و نواز شریف و برادرش شهباز شریف و چندین مسؤول دولتی دیگر را دستگیر و در حبس خانگی قرار دادند. از سویی دیگر، تشکیلات پلیس نظامی نیز کنترل رادیو، تلویزیون و سایر رسانه‌ها و زیرساخت‌های ارتباطی و مخابراتی پاکستان را به‌دست گرفتند.
در ۱۰ دسامبر سال ۲۰۰۰، پرویز مشرف به‌شکلی غیرمنتظره، اجازه داد که نواز شریف و اعضای درجه اول خانواده‌اش، با استفاده از یک هواپیمای جت خصوصی ارائه شده توسط خانواده سلطنتی عربستان به این کشور تبعید شود. مشرف بعدها در مصاحبه‌ای با کامران شهید از دنیا نیوز، اعتراف کرد که «به درخواست ملک عبدالله و رفیق حریری، نواز شریف را عفو و حکم حبس ابد او را نادیده گرفته.»
. با توجه به حکم دیوان عالی پاکستان، یک همه‌پرسی ملی در ۳۰ آوریل ۲۰۰۲ برگزار شد که نتایج آن به مشرف اجازه داد تا به حکومت خود ادامه دهد. همه‌پرسی بحث‌برانگیزی، که مشرف در آن تقریباً ۹۸ درصد آرا را به نفع خود اعلام کرد، از نظر بسیاری از افراد و سازمان‌ها از جمله کمیسیون حقوق بشر پاکستان تقلبی بود.
حکومت مشرف تا سال ۲۰۰۰۷ ادامه یافت اما در آن سال و در پی مخالفت‌های گسترده و تظاهرات مردمی هواداران پُرتعداد نواز شریف و به‌علت ترس مشرف از استیضاح شدن خود توسط پارلمان، از پُست ریاست جمهوری استعفا داد.

## محاکمه
در ۱۷ دسامبر ۲۰۱۹، مشرف که در امارات متحده عربی در تبعید به سر می‌برد، به جرم خیانت به پاکستان، در دادگاهی ویژه و با رأی ۳ قاضی، به اعدام محکوم شد.